# Эдвард (фильм)
Эдвард (англ. Eadweard) — канадский фильм в жанре психологической драмы о жизни известного изобретателя Эдварда Мейбриджа. В главных ролях снимались Майкл Эклунд и Сара Каннинг. Премьера фильма состоялась на Международном фестивале в Ванкувере 2 октября 2015 года.

## Сюжет
События фильма переносят нас в Америку 19-го века, где фотограф Эдвард Мейбридж (Майкл Эклунд), нанятый губернатором Стэнфордом (Иэн Трейси), делает первую в мире видеозапись, после чего получает мировую известность.

## В ролях
- Майкл Эклунд — Эдвард Мейбридж
- Сара Каннинг — Флора Стоун, жена Эдварда
- Джонатон Янг — Томас Икинс, фотограф и художник, друг Эдварда
- Иэн Трейси — Лиланд Стэнфорд, бывший губернатор Калифорнии
- Кристофер Хейердал — Пеппер
- Джоди Бальфур — Мэри
- Торранс Кумбс — Белл
- Кетт Туртон  — Рондинелла
- Эриан Боуи — Флоредо Мейбридж, сын Эдварда и Флоры
- Чарли Кэррик — Гарри Ларкинс, любовник Флоры, убитый Эдвардом
- Алекс Дьякун — Фил, пожилой фотограф
- Кайл Райдаут — Джек, актёр, принявший участие в видеозаписи
- Джей Бразо — ведущий
- Алекс Паунович — кузнец

## Награды и номинации
Фильм получил 17 наград и был номинирован на ещё 30. В частности, фильм был представлен на 17 премий Leo.

## Съёмки
Съёмки проходили в окрестностях Ванкувера в июле 2013.

## Показ
Помимо показа на различных кинофестивалях, фильм шёл в кинотеатрах в нескольких канадских городах.

## Интересные факты
- Создатели фильма, Кайл Райдаут и Джош Эпштейн, до съёмок фильма участвовали в театральной постановке о жизни Эдварда Мейбриджа Studies in Motion — the Hauntings of Eadweard Muybridge.[7][8]
- Специально для съёмок Майкл Эклунд два месяца отращивал бороду.
- Слоган фильма — "Крёстный отец кино" (The Godfather of Cinema).